# 張國榮
張國榮（英語：Leslie Cheung Kwok Wing，1956年9月12日—2003年4月1日），原名張發宗，香港男歌手、演員、词曲作家，並曾經擔任電影配樂、排舞、音樂錄影帶導演、藝術總監和電影導演。
在音樂方面，1983至1984年憑借歌曲《風繼續吹》及《Monica》成名。1986年至1987年在十大勁歌金曲頒獎典禮上连续两年獲得金曲金獎。1988年至1989年連續兩年獲得十大勁歌金曲最受歡迎男歌星獎以及於《1988年度叱咤樂壇流行榜頒獎典禮》奪得首屆「叱咤樂壇男歌手金獎」。1980年代憑借專輯《愛慕》以及《The Greatest Hits of Leslie Cheung》成為首位打入韓國唱片市場的香港歌手，并打破華語唱片在韓國的銷量紀錄。1995年發行的專輯《寵愛》在韓國的銷量超過50萬張，再度打破華語唱片在韓國的銷量紀錄，成爲華語唱片在韓國銷量紀錄至今的保持者。1999年獲得香港樂壇最高榮譽大獎金針獎。2010年在CNN举办的“過去五十年聞名全球的五大指標音樂人”評選中排名第三。
在电影方面，1991年憑借電影《阿飞正传》獲得第十届香港电影金像奖「最佳男主角」。1993年主演電影《霸王別姬》，獲得日本影評人協會最佳男主角獎、第四屆中國電影表演藝術學會特別貢獻獎。1998年張國榮成为首位担任柏林国际电影节评審的亚洲男演员。2000年入选日本《电影旬报》“20世纪百大外国男演员”。2005年香港电影金像奖协会评选了“中国电影百年百部最佳华语片”，張國榮主演的电影有八部入选，入选作品数量居华人演员之首；同年，他被中国电影表演艺术学会选为“中国电影百年百位优秀演员”之一。2010年被美国CNN选为“史上最伟大的25位亚洲演员”之一。

## 称呼
张国荣英文名为「Leslie」，源於喜欢英国演员莱斯利·霍华德（Leslie Howard）——《乱世佳人》電影中阿什利·威尔克斯的饰演者，儿时另有个“Bobby Frankie”的名字，张国荣曾在1989年告别樂壇演唱会上说过：「我为什么叫Leslie呢，理由就是因为我小时候其实叫做『Bobby』，但是我又好怕被人误会我是另一种动物，所以就改了一个稍微sexy（性感）一点的名字Leslie」 。張國榮在家中十個兄弟姐妹中排行最小，故有「十仔」之乳名。
在香港演藝圈，和張國榮合作的明星多稱呼他為“哥哥”，於是歌迷也從最初稱呼“Leslie”，轉而稱呼他為「哥哥」。起因是1987年拍攝《倩女幽魂》時女主角王祖賢在片場以「哥哥」稱呼張國榮，於是身邊的人也跟著喊他為“哥哥”，不知不覺全香港演藝圈的藝人都喊他為“哥哥”，但另有一说是和林青霞合作《白发魔女传》试装时，他赞林青霞：「姐姐你好美！」林青霞回一句：「哥哥你也好美！」，从此張國榮就多了「哥哥」绰号；還有一种说法是「哥哥」原为张国荣對其同性伴侣唐鹤德的昵称，后被误会為其稱呼。

## 早年
張國榮童年時名為張發宗（據其香港的初中同學所述，於中學時期已改名為「張國榮」），出生於香港九龍，父親是出名的洋服裁縫張活海。张活海经营了自己的洋服店。他经常为好莱坞明星缝制服装，影星白兰度就是张家的客人之一。張國榮家裡共有十個兄弟姐妹，其中老三、老四和老九在兒時夭折，張國榮排行第十，所以又被稱為「十仔」。大姐是香港知名社會菁英張綠萍。張國榮童年時居於香港島灣仔區灣仔道81號。
张国荣在聖璐琦書院（小學部）就讀期間，經常參與學校的音樂節、朗誦及綜藝表演，曾經獲得兩屆英詩朗誦冠軍，並可流利的朗誦莎士比亞原文；1968年於玫瑰崗學校（小學部）完成小六學業。起初他在銅鑼灣佛教黃鳳翎中學就讀（1968年至1969年中一），後來轉到跑馬地玫瑰崗學校中學部重讀中一直至中三畢業後離校（1969年中一至1972年中三），當時的英文名為Bobby。1972年當時剛完成中三年級學業的張國榮被家人送往英國升讀埃克尔斯·霍尔学校，後於該校完成3年高中課程，於英國高級程度會考英語科取得A級成績，其後考入英國列斯大學攻讀紡織系，副修英國文學，成績優異，並領取獎學金。他唸大學一年級時因父親中風而輟學。輾轉於1976年回港在堅道英文書院就學，繼而轉到威靈頓英文中學（高街分校）插班入讀中五重修中文。

## 事业

### 歌唱事業

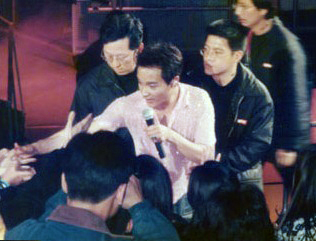
張國榮《跨越97演唱會》演出

張國榮曾獲得十大中文金曲頒獎禮最高榮譽大獎金針獎、十大勁歌金曲最受歡迎男歌手獎、十大勁歌金曲金曲金獎、叱咤樂壇流行榜頒獎典禮叱咤樂壇男歌手金獎等獎項。作为粤语流行音乐高峰時期的代表人物之一，1980年代張國榮於韓國取得非常高的知名度，是第一位享譽韓國樂壇的華人歌手。1987年发行的国语专辑《爱慕》在韩国空前大卖20万张，成为首位打入韓國的唱片市場的华人歌手。1989年張國榮发行的專輯《The Greatest Hits of Leslie Cheung》在韓國銷量達30萬張，打破了華語唱片在韓國的銷量紀錄。1995年发行的專輯《寵愛》在韓國的銷量超過50萬張，至今仍保持華語唱片在韓國的銷量紀錄。

#### 出道初期（1977－1982）
1977年，張國榮參加麗的電視（亞洲電視前身）舉辦的亞洲歌唱大賽，以《American Pie》一曲獲香港區亞軍後被香港寶麗多唱片發掘而正式出道。1978年1月推出英語唱片《Day Dreamin'》。4月8日，於第二屆香港金唱片頒獎典禮中獲獎。1979年，推出首張粵語唱片《情人箭》，但销量不佳而被香港寶麗金﹙註：因為香港寶麗多配合母公司 — 國際寶麗金集團的商業重組政策關係，於1979年3月1日開始改名為香港寶麗金﹚解约，此时大多时间在丽的电视的电视剧及青春偶像电影参演。張國榮初期的歌唱形象較為前衛，帶有占士·甸的反叛和浪漫，加上当时歌唱实力不济，未被大眾受落。有次參加街坊會堂的歌星大聚會時，拋了頂心愛的帽子下台，竟被觀眾連帶噓聲扔回台上。

#### 成名时期（1983－1984）
1982年，但隨着與麗的電視的合約到期，他在陈淑芬牵线下跟随恩師黎小田轉投無綫電視（經紀合約）及其旗下的華星唱片（唱片合約）。1983年，推出第二張粵語唱片《風繼續吹》而嶄露頭角，同名主打歌虽跟该届十大中文金曲及十大劲歌金曲无缘，却成為家喻戶曉的經典金曲。
1984年，收錄於唱片《Leslie》中的主打歌《Monica》一曲發行，從此紅透全香港。《Monica》不僅為香港樂壇註入了勁歌熱舞的活力，更成為第一首登上大雅之堂的舞曲。同年，唱片《Leslie》在香港本地短時間內的銷量一舉突破四白金，奠定了他在香港樂壇的巨星地位；以充滿青春激情的演繹為歌曲添上異彩，開創快歌勁舞熱潮，成为香港流行音乐史上具有里程碑意義的作品，並首奪十大中文金曲和十大勁歌金曲的金曲獎。1985年，於香港紅磡體育館連開10場張國榮百爵夏日演唱會，打破香港歌手初次開演唱會的場數紀錄。

#### 巅峰时期（1985－1990）
1986年，在當年的十大勁歌金曲季選中，他一人獨佔七首歌曲，爲眾歌手之最；同年，他有5首歌曲入選香港電臺龍虎榜冠軍歌曲，成為入選歌曲數量最多的香港歌手。年末，他憑一曲《有誰共鳴》奪得十大勁歌金曲頒獎禮的壓軸大獎金曲金獎。6月，首次擔任《香港小姐競選》司儀。12月，於香港紅磡體育館連開12場張國榮濃情演唱會。張國榮的走紅使香港樂壇逐漸呈現譚詠麟、張國榮雙雄並立的態勢，兩位歌手的歌迷也時有摩擦。
1987年，張國榮轉投寶麗金唱片旗下新藝寶唱片公司推出的大碟《Summer Romance》在香港本地的銷量超过7白金，成為當年全港銷量最高的唱片，並奪得第十屆十大中文金曲頒獎典禮全年銷量冠軍大獎。該唱片的主打歌曲《無心睡眠》橫掃1987年度各大樂壇頒獎典禮，獲得1987年度十大勁歌頒獎禮金曲金獎、十大勁歌金曲獎、第十屆十大中文金曲獎。另外同年亦與譚詠麟、陳潔靈等人代表香港參加東京流行音樂節。同年发行的國語專輯《愛慕》在韓國空前大賣20萬張，創造華語唱片在韓國的銷量紀錄，成爲第一位享譽韓國樂壇的香港歌手。
1988年，張國榮獲得十大勁歌金曲頒獎典禮頒發的最受歡迎男歌星獎以及叱咤樂壇流行榜頒獎典禮頒發的叱咤樂壇男歌手金獎，而他親自作曲的《沉默是金》则成為粵語經典代表歌曲。同年推出首本寫真集《Stark Impressions》，是继罗文后的男歌星出寫真集。同年擔任百事可樂在亞洲區的代言人，成為第一位亞洲區百事巨星；同年在香港紅磡體育館连開23場百事巨星張國榮演唱會，打破香港男歌手在红磡体育馆舉辦演唱會的場次紀錄。
1989年，張國榮在十大勁歌金曲頒獎典禮上再度奪得最受歡迎男歌星獎；在叱咤樂壇流行榜頒獎典禮上再度奪得叱咤樂壇男歌手金獎，成為首位連續兩年同時獲得這兩項大獎的香港歌手；同年作為唯一的香港歌手代表，參加於英國舉行的亞洲流行音樂節；此外，他还當選由韓國主辦的亞洲十大最受歡迎藝人第一位。这一年，他推出了《側面》、《Salute》、《Final Encounter》三张大碟；大碟《側面》销量超过6白金，获得叱咤乐坛流行榜颁奖典礼的「叱咤乐坛大碟IFPI大奖」；专辑《Salute》推出后受到好评，被乐评人评价為「翻唱专辑中的一座高峰」；但他卻在歌唱事業顛峰之時選擇急流勇退，宣佈退出樂壇，於年底在香港紅磡體育館舉行33場張國榮告別樂壇演唱會，随后更在韩国、日本、新加坡、马来西亚等国家举办了多场世界巡回演唱会。

#### 復出樂壇（1995－2003）
1995年，張國榮推出唱片《寵愛》後正式宣佈復出樂壇，收錄於唱片的粵語主打歌《追》成為家喻戶曉的名曲，而《追》一曲成為電影《金枝玉葉》主題曲，順利奪得香港電影金像獎最佳原創歌曲獎，奠定下樂壇地位。《寵愛》在全亚洲的年度销量突破200万张，在香港本地銷量高達33萬張，在韓國的銷量更超過50萬張，再次刷新了華語唱片在韓國的最高銷量紀錄，
1996年，推出唱片《紅》；同年12月12日至1997年1月4日，於香港紅磡體育館舉行跨越97演唱會24場，世界巡迴演唱會60場，其中他在日本举办的6场演唱会，打破了香港歌手在日本开演唱会的场次纪录。1998年发行EP《这些年来》以及国语唱片《Printemps》。1998年，與日本攝影師清永安雄於澳門拍攝寫真集《ALL ABOUT LESLIE》。1998年6月約滿滾石唱片公司。
1999年7月，张国荣签约环球唱片，之后发行专辑《陪你倒数》；於同年的十大中文金曲颁奖典礼上获得「金针奖」，成为第一位既获得香港乐坛最高荣誉金针奖，又荣膺金像奖影帝的香港男艺人。2001年8月，他受邀担任香港作曲家及作词家协会第一任音乐大使。
2000年至2001年，於香港紅磡體育館舉行「熱情演唱會」19場，世界巡迴演唱會43場。這次演唱會以「From Angel to Devil」為主題，由張國榮親自擔任藝術總監，特別邀請法國時裝大師Jean Paul Gaultier打造，這也是他首次與亞洲藝人合作。張國榮在演唱會中的造型嘗試了長髮及腰、透視裝、露背、裙裝等，引發兩極評價。當時美國《時代雜誌》讚譽為「Top in Passion and Fashion」，日本《朝日新聞》评价为「天生表演者」，但港媒普遍批評或嘲諷，指他「穿裙扮女人」、「人妖」、「貞子」等，香港時尚評論人王麗儀為張國榮平反，抨擊港媒此等嘲諷為「淺薄」、「低俗」。對此，張國榮說道：「演唱會第三日，Jean Paul Gaultier 寄電郵給我，直指香港人不知所謂，以後不再和香港人合作搞騷（秀）」。張國榮还說：「這地方太浮華、太市儈、太唯利是圖，可能我這樣的人，在香港太軟弱了罷」。
陈淑芬認為「熱情演唱會」是張國榮患抑郁症的最大原因：“最大的原因还是演唱会带给他的伤害，他的演唱会用心做得那么好，却受到了那么大的打击。香港狗仔队的报道中，演出当晚唱的什么歌、灯光音响的情况一个字都没提，只是写了长头发，还配发了一张走光的照片，把整个演唱会都给糟蹋了。‘哥哥’很介意，但他又闷在心里，不说出来，直到病发。可以说，是狗仔队让他患上抑郁症的。狗仔队要为‘哥哥’的死负主要责任。”陈淑芬说，自从那次打击之后，“哥哥”思考的时间明显变多了，常常钻牛角尖，直到患上抑郁症。

#### 逝世后（2003至今）
张国荣于2003年4月1日逝世后，华语流行乐传媒大奖追颁张国荣「终身成就奖」，以表彰他对华语流行音乐的贡献。2003年7月，环球唱片公司推出张国荣的遗作《一切随风》，专辑上市第一天在香港就创造了一分钟卖出一张的纪录。
2010年1月，张国荣的精选专辑《最红》获得2009年香港IFPI全年最高销量唱片大奖。同年8月，国际知名传媒CNN列出了“20组过去50年来闻名全球的显赫歌手、乐团”，张国荣是唯一入选的香港歌手“，過去五十年，聞名全球的五大指標音樂人”選舉结果揭晓，张国荣排名第三，其他上榜歌手或樂隊包括迈克尔·杰克逊、披頭四樂隊、艾維斯·普里斯萊（貓王）和雷鬼王鮑勃·馬利；同年，张国荣入选“国际华语音乐联盟”评选的华语乐坛“30人、30歌、30碟”3项评选，并获得“我最喜爱的歌手”“我最喜爱的唱片”“我最喜爱的歌曲”3项殊荣，成为历久常新的时代偶像。
2011年，环球唱片推出张国荣的精选专辑《Four Seasons》，一发售即登上香港唱片商会销量榜榜首，此后连续上榜12周。2016年，東亞唱片发行张国荣的精选专辑《哥哥的歌》获得2016年香港IFPI全年最高销量唱片大奖。2020年和2023年，环球唱片分别发行了重制後的精选专辑《Revisit》和《Remembrance Leslie》，两首主打歌都采用了以前从未曝光的声带。

### 影视事業
演艺方面，張國榮在影壇同樣取得輝煌成就。他戲路寬廣，参演了文藝片、喜劇或動作片等类型，並留下了多个影史經典形象：《英雄本色》中的宋子傑、《倩女幽魂》中的寧采臣、《胭脂扣》中的十二少、《阿飛正傳》中的旭仔、《家有囍事》中的常騷、《霸王別姬》中的程蝶衣、《東邪西毒》中的欧阳锋、《春光乍洩》中的何寶榮等等。其1991年藉著出演《阿飞正传》而成为第十届香港电影金像奖影帝。1993年靠著電影《霸王別姬》揚名國際影壇，角逐法國坎城影展最佳男主角。1994年又因為《霸王別姬》而获得日本影評人協會最佳男主角獎、第四屆中國電影表演藝術學會特別貢獻獎，《霸王別姬》這部電影亦獲得法國坎城影展金棕櫚大獎；奧斯卡金像獎最佳外語片提名以及金球獎最佳外語片奖；張國榮更成為首位主演电影而獲得奧斯卡金像獎最佳外語片提名的香港演員。同年，他因為《東邪西毒》獲得第1屆香港電影評論學會大獎最佳男主角。1998年，張國榮成为首位担任柏林国际电影节评審的亚洲男演员。2004年，入选《大众电影》评出的“中国电影史上最有影响力的十大男明星”。2005年，香港电影金像奖协会评选了“中国电影百年百部最佳华语片”，張國榮主演的电影有八部入选，作品数量居华人演员之首，他亦被选为“中国电影一百年最喜爱的男演员”；同年，他被中国电影表演艺术学会选为“中国电影百年百位优秀演员”之一。2010年被美国CNN选为“史上最伟大的25位亚洲演员”之一。2011年，金马奖评选影史百大经典华语电影，张国荣主演的电影有七部入选。

#### 麗的時期
1977年張國榮加入麗的電視。其後參與多部電視劇演出，作品包括《鱷魚淚》、《浣花洗劍錄》、《對對糊》、《甜甜廿四味》等，這段時期的代表作屬長篇電視劇《浮生六劫》，其收視達四成八。1980年，凭借香港電台电视短剧《我家的女人》获得英联邦电影电视节最佳表演奖，更有幸跟编剧李碧华结缘，为他日后获得主演电影霸王别姬铺平道路。

#### 初登銀幕
1980年代初期，他參演一系列青春偶像派電影如《喝采》、《檸檬可樂》、《烈火青春》等，多為叛逆不羈的角色。凭着这些前卫不羁、反叛但俊俏的形象，渐渐受观众欢迎，为他日后成为巨星打下基础。1982年《烈火青春》为他赢来了第一个金像奖影帝提名，这部电影也成为新浪潮电影的代表作和金像奖评选的“百年百部最佳华语片”之一。

#### 嶄露頭角
1984年主演無綫電視劇集《儂本多情》。1986年主演吴宇森執導的电影《英雄本色》，飾演宋子傑。1987年，他憑電影《英雄本色2》獲得香港電影金像獎最佳男主角提名；同年主演電影《倩女幽魂》，他在片中飾演的寧采臣這個角色成為香港電影史上經典的書生形象，並讓“書生熱”延續了相當長的一段時間。1988年主演關錦鵬執導的電影《胭脂扣》，憑藉十二少這個角色，張國榮第三次獲得香港電影金像獎影帝提名。

#### 获封影帝
1991年憑《阿飛正傳》摘下第十屆香港電影金像獎影帝頭銜。这部电影是香港文艺片的代表作品之一；2010年香港电影评论学会评选的“十大香港电影”，《阿飞正传》位列第一位。片中张国荣成功塑造了旭仔孤傲叛逆的浪子形象；旭仔对镜独舞的片段是《阿飞正传》中具有标志性意义的段落之一，亦是香港影史上的经典片段之一。整部《阿飞正传》用了大量笔墨来描绘旭仔的性感，旭仔“尋母”这一情节的设置也就成了一种仪式性的暗喻，而张国荣的表演恰好是对这一主题的深刻刻画，他的表演没有仅停留在导演给演员的对白与动作设计的层面上，而是深入人物的内心。

#### 扬名国际
1993年憑《霸王別姬》蜚聲國際影壇，獲得法國坎城影展最佳男主角提名，日本影評人協會最佳男主角獎以及第四屆中國電影表演藝術學會特別貢獻獎。此片亦獲得法國坎城影展金棕櫚獎、美國金球獎最佳外語片和美國奥斯卡金像獎最佳外語片提名。作为一部享有世界级重要荣誉的电影，《霸王别姬》兼具史诗格局与文化内涵，在底蕴深厚的京剧艺术背景下，展示了人物在角色错位以及面临灾难时的多面性和丰富性。片中，张国荣以形神兼备的演出，成功塑造了程蝶衣这一“不疯魔不成活”的角色，这部电影令他在国际影坛倍受瞩目，在海内外获得了高度评价，程蝶衣也成为留名影史的经典角色。《霸王别姬》不但在艺术上被国际影坛认可，而且发行上也获得了成功。2005年，美国《时代周刊》评选了“全球史上百部最佳电影”，《霸王别姬》是入选的四部华语电影之一；美国《时代周刊》评价“《霸王别姬》是20世纪90年代中国最好的一部电影”；同年上海电影评论学会评选了“影响中国电影进程的22部电影”，《霸王别姬》位列其中。
1994年主演的電影《金枝玉葉》成為當年香港電影暑假檔票房冠軍；同年憑借《東邪西毒》獲得第一届香港電影評論學會最佳男主角獎，再獲得威尼斯電影節最佳男演員提名。電影中张国荣饰演的歐陽峰是一个性格相当复杂的角色，对于演员演技的考验极大，他的表演不仅自然细腻，而且成功诠释了歐陽峰的多重性格。香港电影评论学会评价“张国荣是一位在华人演艺圈中罕见的能将反讽诠释得很好的演员”。
1996年憑《風月》再次角逐坎城影展最佳男主角。這年张国荣主演的三部电影《大三元》、《金枝玉叶2》、《新上海灘》入选香港年度十大卖座电影。1997年，張國榮主演電影《春光乍泄》，該片入圍了第50屆戛纳电影节正式競賽單元。張國榮憑借該片入圍戛纳电影节最佳男演員、獲第17屆香港電影金像獎最佳男主角提名、第34屆臺灣金馬獎最佳男主角提名。1998年，成为首位受邀担任柏林国际电影节评委的亚洲男演员；同年憑《春光乍洩》獲得法國坎城影展最佳男主角提名。

#### 角色多變
1999年，為了給低迷的香港電影產業帶來活力，由20位香港導演結成“創意聯盟”，而張之亮導演的電影《流星語》亦是其中的重要活動。張之亮找了香港許多一線演員，惟有張國榮同意主演這部電影。2000年，主演了電影《鎗王》，這是一部節奏明快的警匪動作片，張國榮在人物形象上有了突破，成功塑造了一位精神失常、性格剛毅激烈的冷血殺手彭奕行；電影的技術指導張民光表示「張國榮不但形似，連情緒、感覺他都捉到，真是專業”。片中張國榮的演技是逐步發散出來，尤其是通過眼神的運用將Rick由痴到狂的轉變展示得很到位，演員黃秋生在看過電影《鎗王》後說：「張國榮怎麼可以演得這麼好」。
2000年，入選日本最權威的電影雜誌《電影旬報》评出的“20世紀百大外國男演員”（同時入選《電影旬報》專家評選和讀者評選的香港演员僅有成龍、張國榮兩人）。2001年，張國榮獲日本擁有最多會員之亞洲電影影迷會"飲茶俱樂部"投票選為2000年度「最佳男演員獎」（電影《流星語》)。該獎項共舉辦11年，張國榮連續十年奪冠。2002年，憑《異度空間》提名香港電影金像獎最佳男主角，《異度空間》亦成為他的遺作。
2004年，張國榮入選《大眾電影》評出的“中國電影史上最有影響力的十大男明星”。2005年，香港電影金像獎協會評選了“中國電影百年百部最佳華語片”，張國榮主演的電影有八部入選榜單，入選作品數量居華人演員之首，他亦被選為“中國電影壹百年最喜愛的男演員”。2006年4月，香港電影金像獎特別增設“金像獎銀喜選”，張國榮以接近五成的得票率成為“銀禧影帝”。2010年3月，美國CNN評出了“史上最偉大的25位亞洲演員”，張國榮位列其中。

### 海外影響

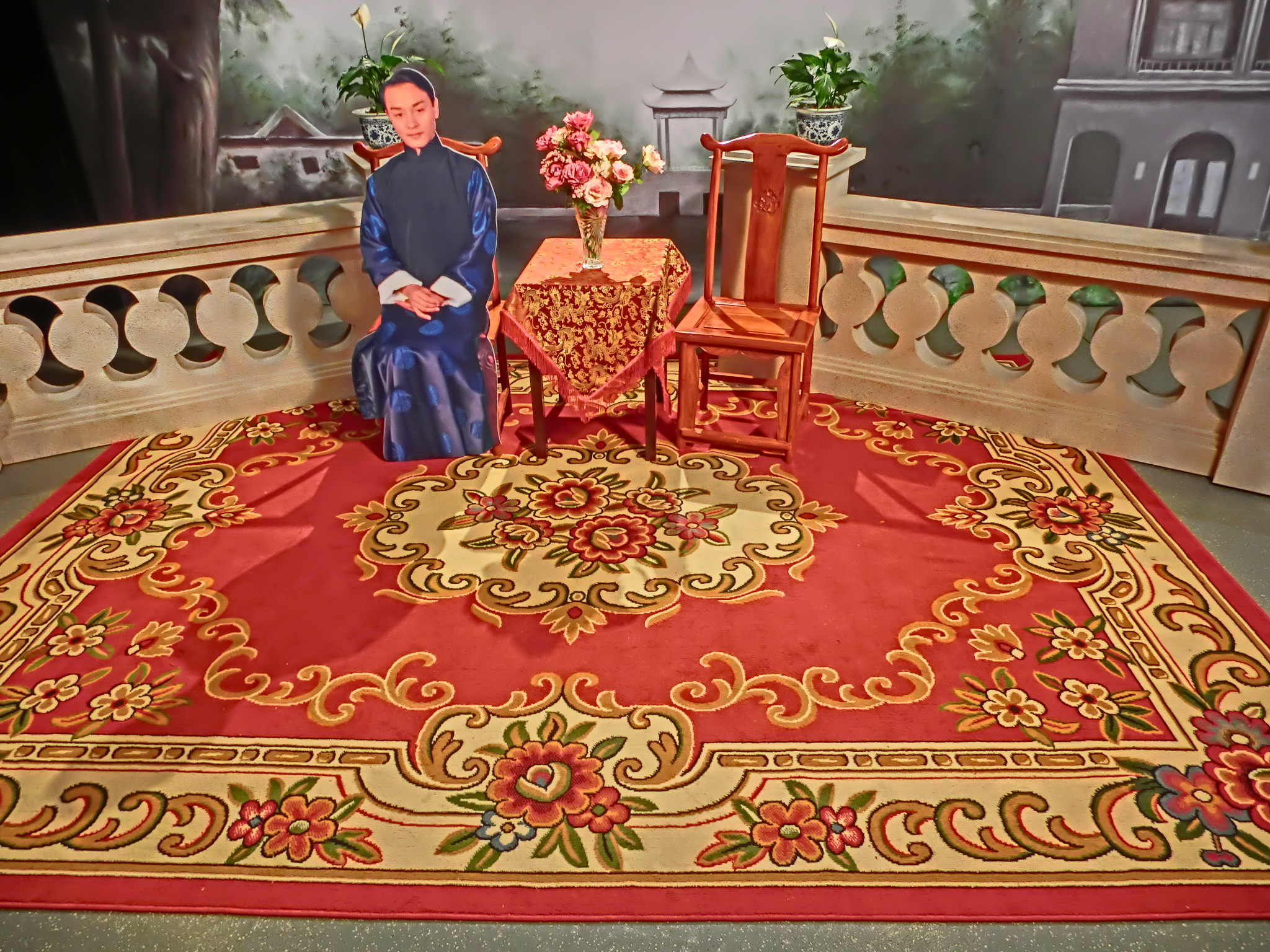
張國榮歌影迷國際聯盟大廳的合照位

1983年當選新加坡《南洋商報》（後改為《聯合早報》）「亞洲十大歌星」。 從1980年代起，張國榮為韓國最受歡迎的外國明星之一，是第一位享譽韓國樂壇的華人歌手。1987年，他的專輯《愛慕》在韓國空前大賣 20 萬張。1989年，專輯《The Greatest Hits of Leslie Cheung》韓國銷量高達30萬張，締造華語唱片在韓國的銷量紀錄，由他親自填詞的英語單曲《To You》成為韓國家喻戶曉的歌曲，並榮登當地流行音樂榜；當時拍攝的Orion To You 巧克力廣告，更是讓該產品躍升成為韓國前三大的熱門巧克力。其他歌曲如《當年情》、《倩女幽魂》、《奔向未來日子》也受到韓國當地的欣賞。

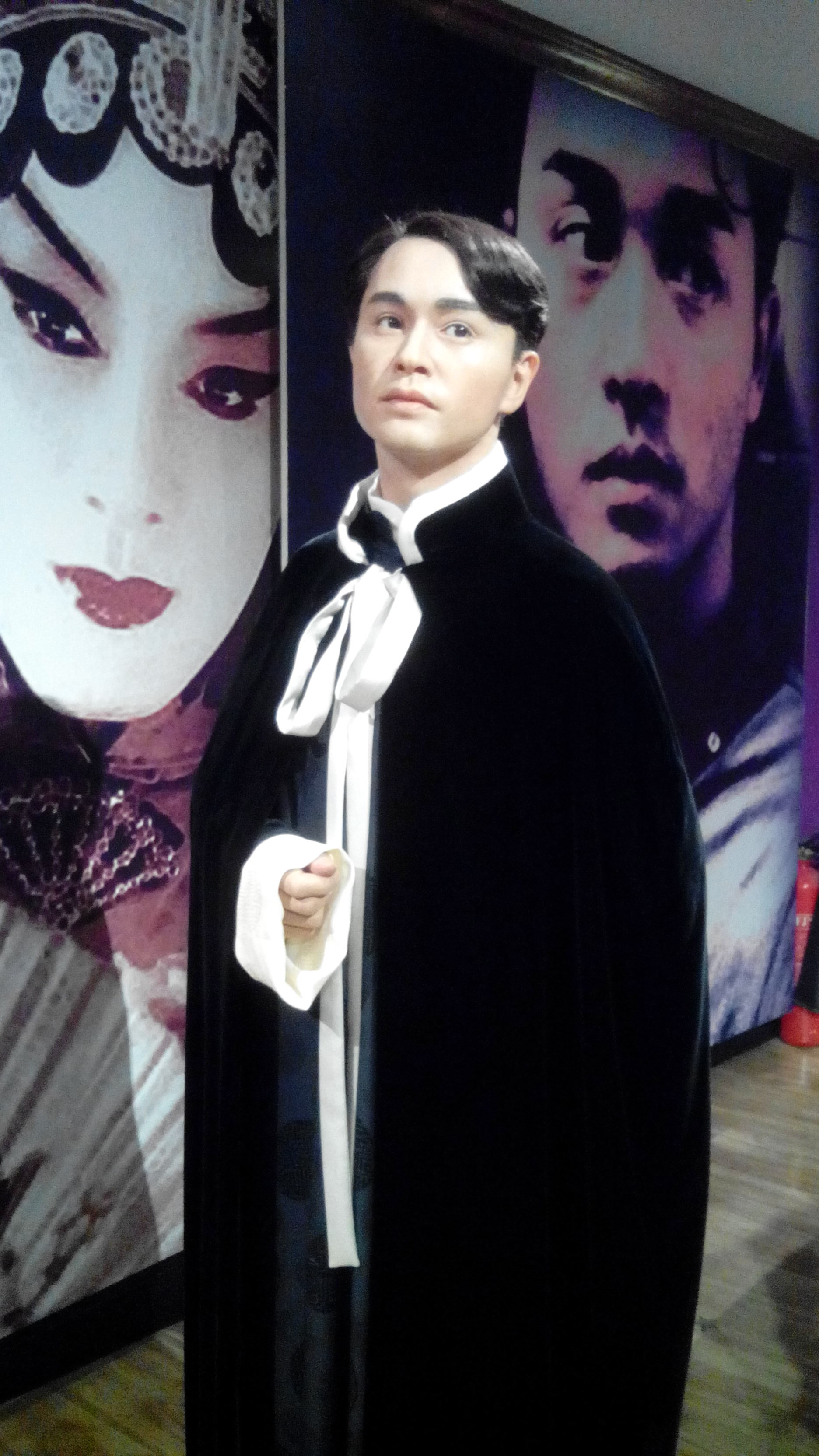
張國榮蠟像

1995年，專輯《寵愛》在韓國的銷量超過50萬張，至今仍保持著華語唱片在韓國的銷量紀錄；專輯中的歌曲《A Thousand Dream Of You》在韓國大受歡迎，並一度攀升至韓國流行歌曲排行榜榜首位置。 《A Thousand Dreams Of You》還入選了韓國YES24評出的「韓國最流行的20首影視金曲」，張國榮是唯一有歌曲上榜的華人歌手。2012年，韩国最大的流行音乐颁奖礼Mnet亚洲音乐大奖在颁奖礼开场播放张国荣的告别演唱会片段，并由韩国艺人宋仲基演唱张国荣的经典歌曲《当年情》致敬。2014年4月，韩国最大的广播电视台KBS评出了韩国人最难忘的六大影视金曲，张国荣的歌曲《当年情》是唯一入选的华语歌曲。 2015年，韓國MBC電視臺評選Music Broadcasting Best 100，張國榮有兩首粵語歌曲《當年情》和《奔向未來日子》上榜，其中《當年情》排名第5位。
電影方面，張國榮憑《倩女幽魂》打入韓國市場，並在1989年和1994年當選韓國「最受歡迎外國影星」第一位。2003年，韓國電影頻道OCN聯同21家電影網合作舉辦「百大影星」評選，張國榮名列海外影星第一位。2006年，韩国电影杂志《Movieweek》与电影频道OCN合作选出100部最受欢迎的电影，张国荣主演的《霸王别姬》和《英雄本色》是上榜的两部华语电影。2009年，韓國首爾舉辦了以張國榮名字命名的「張國榮電影節」，用为期一月的时间上映张国荣的经典影片，这是韩国首次为怀念特定明星而举办电影节。
張國榮是首位獲得日本影評人協會最佳男主角的華人男演員，並於1993年受邀擔任日本東京國際電影節評委。他在日本舉辦過20場個人演唱會，締造香港歌手在日本開演唱會的場次紀錄；1994年由他主演的《霸王別姬》在日本公映時反響強烈，在東京創下連續放映43週的奇蹟。1996年他獲得日本著名雜誌《ASIA POP》頒發的「人氣最旺」和「最佳藝人」兩項大獎。1997年，他在日本举办6场巡回演唱会，打破香港歌手在日本开演唱会的场次纪录。1998年，他受邀擔任柏林國際影展評委，是第一位擔任該影展評委的華人男演員。同時，成爲有日本時代雜誌之稱的著名新聞周刊《AERA》的封面人物（创刊10周年纪念专号）。
2000年，他在日本举办10场巡回演唱会，创下香港歌手在日本开演唱会的场次纪录。2001年，獲得日本擁有最多會員的亞洲電影影迷會Cine City評選的「最佳男演員獎」，該獎項舉辦11年，張國榮有10年奪冠。2006年，日本放送協會举办在日本最受欢迎的演员评选，张国荣当选“国际十佳男演员”，是唯一入选的华人男演员，其他还有、等；《霸王别姬》则被选为“十佳影片”。

## 感情與業餘生活

### 喜好
張國榮最喜愛蘭花（因為此花壽命較長）和百合，最喜愛的寵物是狗。喜愛的運動是羽毛球，跑步，游泳，壁球。喜愛的天氣是晴天。喜歡的書為《紅樓夢》及有關室內設計書本、英文小說，喜歡的電影為《亂世佳人》。
另外，張國榮喜愛打麻將，曾與朋友連續打七夜麻將（下午開場次日早晨散場）。

### 好友
張國榮在1997年的《星空下的傾情》和1998年的《上海私访谈》兩檔節目中，被問及圈中摯友時，曾提到梅艷芳，鍾楚紅，林青霞，張曼玉。他的其他好友還包括陈淑芬，沈殿霞，黎小田，黄百鸣，施南生，陈洁灵，鍾景輝，許冠傑，李麗珍等。
劉嘉玲於2016年參與的大陸真人秀《我们来了》表示她與梁朝偉兩人曾經與張國榮同屬鄰居關係，而且張國榮經常來到她們家作客，其中有一年新年時張國榮送了兩人一棵桃樹，這事以後劉嘉玲於每年過年時會前往當年張國榮推薦的花店訂購桃樹並且一同合照，直至現在仍然有此習慣以同時懷念張國榮。

### 感情
張國榮曾公開交往的圈內女友有初戀倪詩蓓，與毛舜筠、楊諾詩、鄧慧詩也曾短暫交往。張國榮更稱曾經在22歲時向年輕的毛舜筠求婚，不過失敗告終。
張國榮與唐鶴德在幼時相識，1982年12月9日，27歲的張國榮於香港麗晶酒店重逢唐鶴德，對其一見鍾情，1983年1月2日，兩人在派對上經共同朋友介紹，正式結識並確定戀愛關係，展開一段長達20年的感情。當時張國榮的演藝事業尚未起色，遇到過經濟困難和事業瓶頸，唐鶴德為其提供了生活費等方面的援助。1984年初兩人短暫分手，于1985年初復合。1989年張國榮退出歌壇，與唐鶴德在加拿大共同生活。1994年11月，張國榮公開表示自己已婚。1997年1月4日，張國榮在跨越97演唱會上公開感謝母親和唐鶴德，表示母親和唐先生是摯愛的親人和朋友，尾場時張國榮獻唱《月亮代表我的心》，正式公開二人摯愛關係。1999年10月22日，張國榮在商業電台查小欣的《茶煲裡的查篤撐》訪談中，表示母親和唐先生是自己生命中最重要的兩個人，沒有第三個。2003年，張國榮去世後，唐鶴德以「未亡人」身份接管他留下的房產和金錢。

1999年，張國榮於個人寫真《所有》採訪中談及自己的戀愛觀：
可以說我如果喜歡上對方的話，就會對對方期待很多，結果就會失望，我就是害怕這種失望。更何況我已經四十二歲了，已經到了喜歡一個人的年齡限度了。即使有一個二十多歲的女孩喜歡我，我也覺得她不錯，但是無論從我的年齡上說，還是從我的立場上說，我都知道只有愛是不能走到一起的...到了現在這個年紀，是不能隨隨便便就墜入愛河的。比如即使女孩說：「我愛你」，我也要想。怪啊，這是爲什麽？！真的。考慮到許多將來的事情，我就害怕起來了。因爲兩個人要一起生存下去，除了愛情，還需要對各自性格、想法、生活方式，等等許多方面進行互相理解...如果有一個人喜歡我，我也同樣地喜歡對方的話，是男是女並不重要。不管怎麽說，反正我是碰不到這樣的幸福的。如果男女都OK的話，機會也翻倍，你說有什麽不好？」
為他出版這本寫真集的志摩千歲女士在紀念書籍《張國榮的時光》中亦提到了張國榮對於自己性取向的看法：
就是說，我不在意對方是異性還是同性。兩種我都可以愛。可以說我的容許範圍比較廣，只要我喜歡，同性異性都可以。為什麼只能愛一種就不能愛另一種呢？應該允許戀愛的space更寬廣一些嘛。
2001年於《時代週刊》亞洲版訪談中，張國榮表示自己是雙性戀較恰當。

### 居住
張國榮於1990年退出香港樂壇後曾一度移居加拿大溫哥華，生活十分低調，後來返回香港居住。在1997年節目《星空下的傾情》中，張國榮憶述當年移居加拿大時，覺得那裡是天堂，環境優美，但日子久了，對半退休的生活感到枯燥，並直言「像是在這裏等死似的」「我以為加拿大是天堂，我去了才發覺不是，原來真正天堂是香港！」，最終回流香港。

### 咖啡店
為你鍾情咖啡店是張國榮與皇后飯店東主于德義合股於1996年在香港銅鑼灣勿地臣街開設的一間咖啡店。咖啡店面積佔地二千多呎，裝修由張叔平設計。
1989年，张国荣在他的告别演唱会上曾经对歌迷许下诺言，他将来会开一家咖啡店，「荣迷」们凭借那次告别演唱会的票根就可以换取一杯免费的咖啡。这个心愿在1996年终于成为现实。「为你钟情」的名字既是张国荣的一首歌曲，也是他演过的一部电影的名字。他希望为自己的歌迷、影迷提供一个场所，也答应只要有空就会来店里小坐。店内的设计由《阿飞正传》的美术指导张叔平帮忙做的，能显出张国荣个人印迹的是墙壁上挂的一张《风继续吹》。張國榮因工作繁忙於2001年退股。

## 去世

### 跳樓
在2003年4月1日下午6時43分，張國榮從香港中環文華東方酒店24樓跳樓自殺。自殺原因是張國榮於2002年中旬患上了内源性抑郁症，脑内一种激素分泌不足，这种激素控制人的喜怒哀乐，和外源性抑郁症不一样，无法治愈，只能用药物控制。晚上7時06分，瑪麗醫院醫生宣告張國榮搶救無效，證實死亡，享年46歲，其後，張國榮的遺體隨即被運往西環域多利亞公眾殮房驗屍。由於事出突然，再加上事發當日正值愚人節，有不少歌迷及民眾認爲只是一個玩笑，因此當知道消息屬實後都無法接受。
張國榮墜樓前與经纪人陳淑芬相約在文華東方酒店的大堂咖啡室，陳淑芬等候許久未見其現身，於是打電話給張國榮，張國榮告訴陳淑芬步出酒店門外等候，很快便會看到他，其後親眼看到張國榮在自己面前墜下。陳淑芬證實他患上憂鬱症，已努力治療年餘，因病情失控而辭世。陳淑芬並向媒體表示：「他得病的時候自己並不知道，直到後来這個病開始有了一些病態反應…你無法想像他是多麼希望自己能夠好起来，他一直在看醫生，他没有辦法接受他有這個病的事實，因為他什麼都有，现在選擇自己喜歡的工作，怎麼這樣的一個人會有抑鬱症呢？不能想像，别人都不會相信的，怎麼可能」。有資深新聞記者在事後憶述，傳媒在2003年時仍用俗稱「999機」的通訊工具來截聽警方和救護車的通訊，據知當時報案人向當值人員表示：「有人在路邊暈倒」，沒有提及「跳樓」或「酒店」字眼，結果只有救護車到場，沒有引來大批記者，故此沒有傳媒拍得現場圖片。

張國榮大姐張綠萍在香港電台訪談中表示張國榮得抑鬱症原因是生理上的。有位醫生寫了一份4張紙的信解釋給她聽，說抑鬱症在醫學上分兩類，張國榮的病是第一种，因為腦部化學物质不平衡，是生理上的；一種就是大家明白的有不開心的事什麼的導致的，Leslie百分之百是第一種」。其伴侶唐鶴德在4月2日表示：「張國榮早於2002年11月曾在家中服食安眠藥自殺，唐先生发现及时送往医院得以获救，其後一直也有看醫生」。

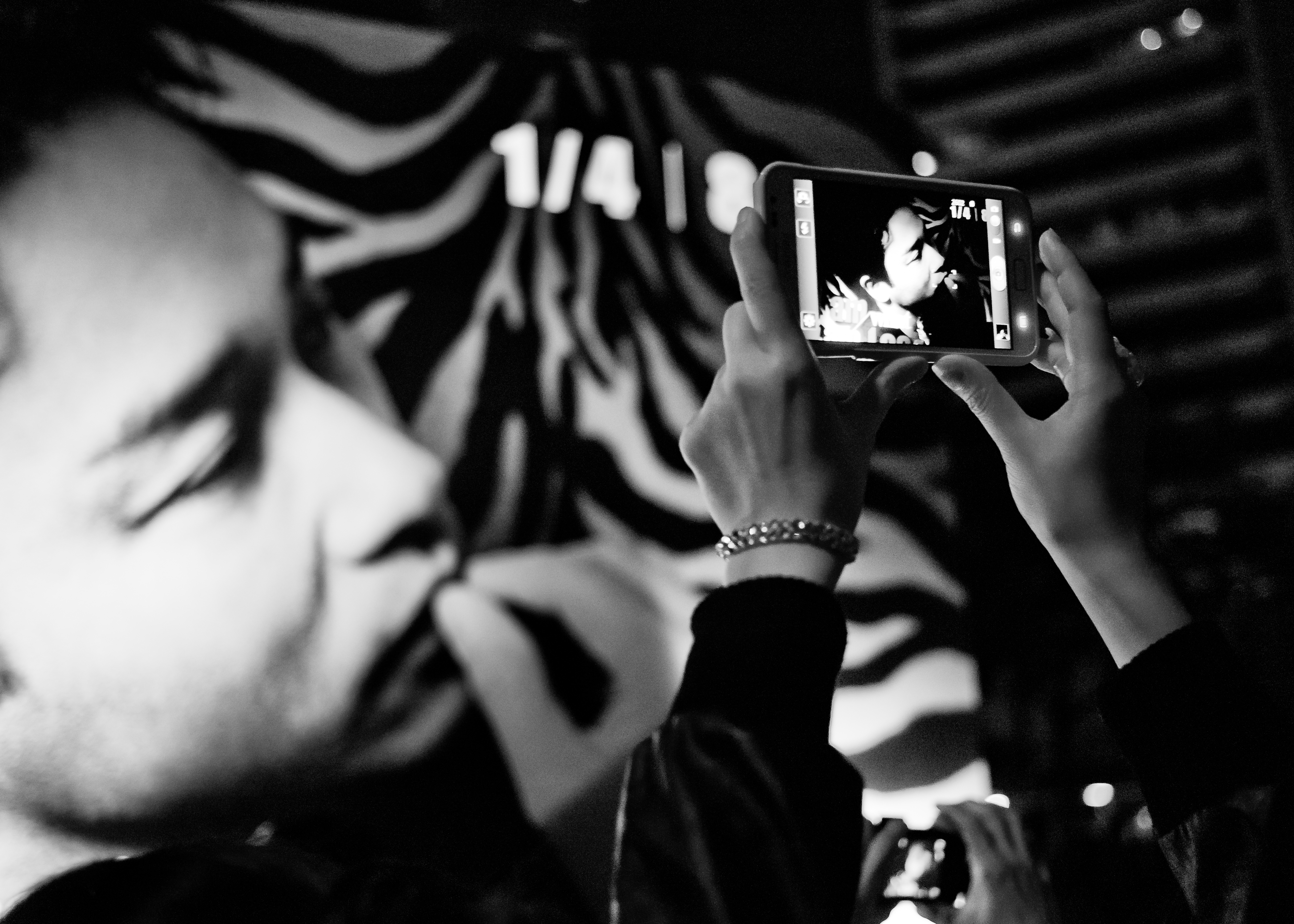
歌迷出席張國榮的紀念會

### 喪事
2003年4月7日，張國榮的喪禮於香港殯儀館舉行，設靈直至翌日（4月8日）早上大殮後出殯，由唐先生以至親的身份與親友打點身後事。大批歌迷聚集於殯儀館外，情況更出現混亂。到場出席其喪禮的歌手眾多，如張國榮生前的好友梅艷芳、張學友等悲痛至泣不成聲。他生前的三位摯友，導演徐克、填詞人黃霑和藝人張學友分別致悼詞；其中張學友開始致辭時表現冷靜，至後期開始頻頻拭淚；黃霑致悼詞期間更一度哽咽，表示張國榮是上天賜予大家的一個禮物，更責怪上天為何要突然收回這份禮物，令不少在場人士激動抽泣；梁家輝、張學友及梁朝偉三位從未曾在公開場合拭淚的硬漢，更是哭到全身抽搐震抖。隨後張國榮八位生前好友，徐克、張學友、關錦鵬、劉培基、梁家輝、林夕、劉純豪及羅建基為其扶靈，送别張國榮最後一程，並由靈車送往哥連臣角火葬場火化。海內外多家電視台均現場直播報導葬禮實況，部份好友在完成喪禮後前往參加解穢酒席。
此外，第22届香港电影金像奖颁奖礼於2003年4月6日举行，不設红地毯，四大天王合唱张国荣的《當年情》。2003年4月9日，第二十七届香港国际电影节在香港文化中心开幕，並为张国荣默哀一分钟。
張國榮的靈位設於沙田寶福山，羅文和沈殿霞的靈位則放於他的左邊；白色石碑上的照片旁镌刻着“当年情常在心，红尘梦醒无憾”，出自林夕的手笔。同年底，與張國榮感情深厚的梅艷芳亦辭世，2003年亦因而被視為香港娛樂圈最悲痛的一年。

## 作品

### 音樂作品
| - 情人箭（1979年） - 風繼續吹（1983年） - 張國榮的一片痴…（1983年） - 始終會行運（1984年） - 為妳鍾情（1985年） - Stand Up（1986年） - 愛火（1986年） - Summer Romance（1987年） - Virgin Snow（1988年） - Hot Summer（1988年） - 側面（1989年） - Salute（1989年） - Final Encounter（1989年） - 紅（1996年） - 陪你倒數（1999年） - 大熱（2000年） - 一切隨風（2003年） - 英雄本色當年情（1986年） - 愛慕（1987年） - 拒絕再玩（1988年） - 兜風心情（1989年） - 寵愛（1995年） - Printemps（1998年） - Day Dreamin'（1978年） | - I Like Dreamin'（1977年） - 這些年來（1998年） - Untitled（2000年） - Cross Over（2002年） - Legend Continues（2016年） - 勁歌集（1988年） - 張國榮告別當年情珍藏版（1989年） - 風再起時（1990年） - 張國榮經典金曲精選 Ultimate Leslie（1992年） - 狂戀張國榮粵語經典（1994年） - 狂戀張國榮國語經典（1994年） - 張國榮所有（1995年） - 哥哥的前半生：張國榮入門三十首（1996年） - 永遠張國榮（2000年2月2日） - 20世紀光輝印記：張國榮DCS聲選輯（2000年） - 最熱（2009年） - 最紅（2009年） - 全賴有你夏日精選（1985年） - 情難再續情歌集（1987年） - Dreaming（1990年） - To You（1990年） - 常在心頭（袁詠儀獨白）（1995年） - Forever 新曲+精選（2001年） - 钟情（2004年） - 哥哥的歌（2016年） - Remembrance Leslie(2023年) - Leslie Dance Remix（1987年） - Leslie Remix 行動（1988年） - Leslie remix（1989年） - 90 New mix plus Hits Collection（1990年） - Miss you mix（1991年） - Revisit（2020年） - Remembrance Leslie(2023年) - 张国荣曼谷演唱会现场实录（1983年） - 張國榮百事巨星演唱會（1988年） - 張國榮告別樂壇演唱會（1990年） - 跨越97演唱會（1997年） - 熱情演唱會（2000年） - 張國榮告別樂壇演唱會 （Live in Hong Kong / 1989-1990 / 足本版）（2024年） - 張國榮演唱會'88（Live in Hong Kong /1988 足本版）（2024年） - ReImagine Leslie Cheung（2012年） - 唱與被唱:張國榮在環球的歌（2020年） - Remembering Leslie（2023年） |

### 雙語歌曲
| 序號 | 粵語         | 國語                   | 原曲                                         |
| ---- | ------------ | ---------------------- | -------------------------------------------- |
| 01   | 不羈的風     | 停止轉動               | 吉川晃司《ラ・ヴィアンローズ》               |
| 02   | 隱身人       | 午夜奔馳               | 澤田研二《私生活のない女》                   |
| 03   | 分手         | 握住一把寂寞           |                                              |
| 04   | Crazy Rock   | 不確定的年紀           |                                              |
| 05   | 當年情       | 當年情                 |                                              |
| 06   | 為誰瘋癲     | 悲傷的語言             |                                              |
| 07   | 第一次       | 背棄命運               | 中森明菜《禁區》                             |
| 08   | 為妳鍾情     | 叫妳一聲               |                                              |
| 09   | 痴心的我     | 痴心的我               |                                              |
| 10   | 拒絕再玩     | 拒絕再玩               | 安全地帶《じれったい》                       |
| 11   | 共同渡過     | 共同渡過               | 谷村新司《花》                               |
| 12   | 從未可以     | 失散的影子             |                                              |
| 13   | 奔向未来日子 | 到未來日子             |                                              |
| 14   | 想你         | 為你                   |                                              |
| 15   | 愛的凶手     | 野火                   |                                              |
| 16   | 你在何地     | 驚夢                   |                                              |
| 17   | 情難自控     | 找一個地方             | Crazy Horse《I Don't Want To Talk About It》 |
| 18   | 倩女幽魂     | 倩女幽魂               |                                              |
| 19   | Hot Summer   | 愛的狂徒               |                                              |
| 20   | 情感的刺     | 透明的你               |                                              |
| 21   | 側面         | 狂野如我               | WA WA NEE《Sugar free》                      |
| 22   | 貼身         | 守住風口               |                                              |
| 23   | 再戀         | 夢裏藍天               | Glenn Frey《The one you love》               |
| 24   | 寂寞夜晚     | 天使之愛               | To You (英語版)                              |
| 25   | 由零開始     | 在妳的眼裡看不見我的心 |                                              |
| 26   | 沉默是金     | 明月夜                 |                                              |
| 27   | 烈火燈蛾     | 直到世界沒有愛情       |                                              |
| 28   | 這些年來     | 被愛                   |                                              |
| 29   | 上帝         | My God                 |                                              |
| 30   | 以後         | 作伴                   |                                              |
| 31   | 最冷一天     | 取暖                   |                                              |
| 32   | 小明星       | 你是明星               |                                              |
| 33   | 左右手       | 全世界只想你來愛我     |                                              |
| 34   | 我           | 我                     |                                              |
| 35   | 大熱         | 發燒                   |                                              |
| 36   | 沒有愛       | 你聽見沒有             |                                              |
| 37   | 枕頭         | 床單                   |                                              |
| 38   | 沒有煙總有花 | 愛得不夠坏             |                                              |
| 39   | 路過蜻蜓     | 你的眼我的淚           |                                              |

### 廣告及代言
- 1985年
  - 大家樂快餐之歌舞篇
  - 大家樂快餐之為你做足一百分
- 1986年：柯尼卡菲林
- 1987年
  - 香港紅十字會
  - 百事可樂（首位亞洲區百事巨星代言人）
- 1989年
  - To You Chocolate（韓國）[121]
  - 山葉兜風（台灣）
  - 百事可樂之百事狂賞曲（美國）
- 2001年
  - 香港影視及娛樂事務管理處宣傳影片（支持香港電影拍攝工作）
  - Discovery Channel《Animal Planet》（捐款保育瀕臨絕種獅鼻猴）

## 評價

### 外型評價
- 香港作家倪匡（香港四大才子）：Leslie是個眉目如畫的美男子[122]。
- 香港媒體人黃霑（香港四大才子）曾言：藝人之中，我特別錫張國榮。佢靚仔，靚仔到極[123]！
- 香港演員張曼玉：我與Leslie在電影與劇集都合作過，在靚的外表之內，他的品格與心地都很好，靚得算全面[124]。
- 香港歌手及演員黎明：黎明於1993年接受訪問時表示，張國榮不但英俊、風度翩翩，而且具有壓場的大將風度及自信，是「靚仔」之中的「靚仔」，大將之中的大將，令人看了自然從內心喝采起來[125]。
- 香港演員及歌手劉德華：我認為要達到靚的要求，起碼要俾人舒服順眼的感覺，Leslie不單舒服順眼，五官輪廓還均勻起眼[126]。
- 香港演員周润发：Leslie讲过最遗憾不可以生高三几吋，但我认为，他是矮得合适，矮得有型，我不及他靓，正因为我不及他矮！
- 香港歌手陈百强：我本人以有份成为美男子感到自豪，其实每个当选者都有本身靓之所在，Leslie是靓得自然，不含人造色素，我是这样看法。
- 台灣演員林青霞：靓有很多种，但最重要还是经得起时间考验，Leslie十几年来还未走样，可以说是靓得耐睇，应该可以靓下去。
- 香港演員锺楚红：我讚Leslie靓仔，不因为他赞我靓女在先，他在《侬本多情》的放荡不羁、玩世不恭形象，迷死很多靓妹仔，我也是其中之一。
- 1989年當選香港商業電台香港十大靚人榜首。
- 1996年當選1990年代香港四大絕色榜首。
- 2000年再度當選香港四大絕色榜首。
- 2010年美国CNN评选“香港影坛19位最俊美的男明星”第一名。
- 填詞人及作家林夕曾為张国荣創作歌曲《怪你过分美丽》来赞扬他的美貌[127]。

### 人物評價
- 香港導演王家衛：張國榮是一個偉大的藝人，也是一個真摯的朋友。在我們共事的日子，有非常愉快的時刻，也有爭持不下的時候，因為我們都是有自己想法的人[128]。
- 香港文化评论人、专栏作家马家辉：香港人之所以那么怀念张国荣，是因为他的离去代表了一个时代的消失。当一个人的生平经历能代表起一个时代社会文化发展脉络时，他终究也成为了屹立不倒的全民偶像。
- 香港歌手及演員黎明：黎明表示張國榮不會瞧不起或冷淡對待後輩，而是十分有風度[125]，張國榮曾對黎明作出鼓勵和指點，黎明每次提及張國榮都會不勝感激[129]。
- 香港歌手張學友：其實我不比他年輕很多，只是比他少幾歲，但是他覺得我是他的弟弟，便真的把我當作一個弟弟一樣的去照顧。無論在起居飲食上，還是對我有什麼意見、提點，他都是這樣。
- 港台創作歌手王傑：張國榮真的對我蠻好的，尤其是我還是新人的時候。香港演藝圈裡，每個人都是超現實的，很難得看到他這樣的「絕類」，有這樣的胸襟去對待別人。我會把他當作是一個模範，我會知道以後怎麼去對待晚輩。
- 台灣歌手王力宏：我們拍《煙飛煙滅》，他第一次做導演，就教了我很多。他對我說，你一個人從美國回來，你誰都不認識，也沒有朋友，也沒有家人在這裡，以後你來香港，我就是你的家人，你不要住酒店，你就住我家，他這樣對晚輩，我非常感動。
- 香港電影製作人黃百鳴：他會幫演技生疏的演員對戲，講笑話讓心情不好的同事開心，為患病的工作人員安排醫生，給生活困窘的臨時演員找工作。
- 香港導演吳宇森：他是個非常善良的人，我以前在香港落魄的時候，非常拮据，生活都成問題。 因為我那時收入很低，而他總是伸出援手資助我。他真是一個大好人。
- 香港媒體人黃霑：他一方面帶領著潮流，永遠站在時代的尖端；另一方面，他其實十分傳統，既尊敬前輩，亦愛護後輩，我未見過一個成名的藝人，真真正正像他那樣疼惜後輩[130]。
- 香港时装设计师刘培基：演艺圈的人情很淡薄，但是张国荣作为身价不菲的巨星，对我完全不会提钱，只讲情谊，这种相交相知的朋友很难再认识了[131]。
- 香港導演潘文杰：圈内最容易沟通的一线演员其实还是张国荣，他会很虚心地听别人的意见，然后用一种最佳的方式让双方都满意[來源請求]。
- 香港演员梁朝伟：张国荣给我最深刻的印象就是真诚。《春光乍泄》拍到一半时，张国荣身体很虚弱，但是他依然坚持每天开工，拍完戏，张国荣经常约我去吃饭，还请我喝红酒，大家知道他很少饮酒，其实他是希望能帮我找到角色中的情绪[來源請求]。
- 中國内地演员梅婷：他是一位很优秀的演员，他算是我入行以来的第一个老师，从人格上来说他是一个非常伟大的演员[132]。
- 中國内地演员葛优：張國榮是最优秀的演员之一，而且他演的虞姬是无人能替代的[132]。
- 中國内地導演、摄影师顾长卫：张国荣是我合作过的最好的演员之一，有着令人激赏的才华和敬业精神，他在《霸王别姬》里的杰出表现令人不能忘怀[132]。
- 中國内地導演陈凯歌：没有张国荣，就没有《霸王别姬》，这部戏也是惟一在获得戛纳、金球奖的同时赢得欧洲和好莱坞认同的中国电影[132]。

### 海外評價
- 美国CNN：他是亞洲頂級巨星，擁有激動人心的舞台表現力，驚人的美貌以及令人激賞的演繹才華[133]。
- 美国《新闻周刊》：张国荣是一位歌手、演员，同时也是華人流行文化的指标人物[134]。
- 美国有線電視Biography Channel（英语：Biography Channel）：张国荣，粤语流行音乐的指标性人物之一，并且是获得大奖的香港演员[135]。
- 英国《泰晤士報》：1993年他在歷史電影《霸王別姬》中成功塑造了一位京劇名伶，由此獲得了國際範圍內的贊譽，他是一位有著不可置信的多方面能力的全才[136]。
- 英国（英国广播公司）：《霸王别姬》在世界范围内的成功令张国荣扬名国际[137]。
- 美国《華盛頓郵報》：張國榮在電影《霸王別姬》中因飾演京劇男旦而聞名於西方世界，該片在法國坎城影展上獲得了金棕櫚大獎，更使得華人電影人的國際地位得到了提升。
- 日本《Cut》：張國榮從藝20多年來一直處于亞洲頂級明星地位，像他這樣如同被上帝選中似的走完華麗人生之路的人，實在罕見。可以断言，如果没有張國榮，我们通過電影熒幕了解的亞洲，至今依然是非常有限的，而且只能是固定模式的符號，讓我们目睹功夫打鬥以外香港电影樂趣的人是張國榮[135]。
- 《澳洲新報》：天才橫溢的張國榮一生藝術成就深遠，除了以他音樂造詣吸引萬千歌迷外，更會在六十余部電影中扮演不同類型的角色，他在《霸王別姬》中的演出讓他的精湛演技獲得國際認同[135]。
- 美国《洛杉磯時報》：張國榮是一位在舞台上魅力驚人的流行文化巨星，並以電影《霸王別姬》揚名國際。他演技超凡，戲路寬廣而且多樣化。
- 美国《新聞周刊》：張國榮是一位出色的華人歌手，而他在電影《霸王別姬》中诠釋感情的態度，更給西方人士留下極爲深刻的印象[138]。
- 美国《时代周刊》：他天生明星氣質。他是我見過的，比任何香港和好萊塢的演員更具有个人魅力，更性感，和要求更多的人。永远的张国荣[139]。
- 日本中川陽介（導演）：他是國際電影界的瑰寶，擁有卓越的演技。
- Jeon Chenll（影評協會成員）：他的才華不僅僅只局限在演技方面，他同時也是香港粵語流行歌壇有史以來最重要的天才橫溢的歌手之一。
- 希克和科利斯：Leslie並不捏造明星氣質，或者很難將他發揮出來。他天生明星氣質。他是我見過的，比任何香港和好萊塢的演員更具有個人魅力、更性感、更危險和要求更多的人。
- 《大英百科全书》：张国荣凭借音乐和电影在亚洲获得了很高的人气，张国荣在电影《霸王别姬》中的表演为他赢得了世界性的声誉[140]。

## 获奖
張國榮曾提名8次香港電影金像獎和5次台灣金馬獎，1991年憑藉電影《阿飛正傳》獲得香港電影金像獎最佳男主角，1995年憑藉歌曲《追》獲得香港電影金像獎最佳電影歌曲。他也憑藉電影《霸王別姬》獲得1994年日本影評人協會大獎最佳外語片男主角，1994年東京電影評論家大獎最佳男主角、1994年香港電影評論學會大獎最佳男主角。張國榮也獲得包括來自十大中文金曲頒獎音樂會、叱咤樂壇流行榜頒獎典禮、勁歌金曲頒獎典禮、新城勁爆頒獎禮等音樂類頒獎活動的許多重要獎項。

## 相關影視形象

### 電視劇
- 《美麗傳說2星願》：2005年電視劇，由彭偉華飾演Jessy。

### 電影
- 《梅艷芳》：2021年電影，由劉俊謙飾演張國榮。